# 에도아르도 페셰

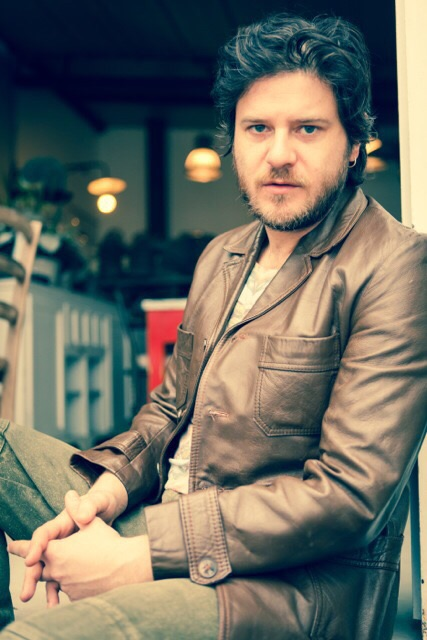

에도아르도 페셰(이탈리아어: Edoardo Pesce, 1979년 9월 12일 ~ )는 이탈리아의 배우이다.
로마에서 태어났다.

## 영화
- 도그맨 (2018년)
- 퓨어 하츠 (2017년)
- 럭키 (2017년)
- 더 트루 어바웃 러브 이즈... (2016년)
- 토마소 (2016년)
- 그 남자의 아침 (2015년)
- 혼자서 (2015년)
- 갓 윌링 (2015년) - 지아니 역
- 럭비에 실린 희망 (2013년)
- Alice (2011) - 단편